# Zofka Kveder
Zofka Kveder (poročena Jelovšek in Demetrović; poznana tudi kot Kopriva, Milena, Modroslava, Zofija, Poluks, Grabovska, Janja Legat), slovenska pisateljica in publicistka, * 22. april 1878, Ljubljana, † 21. november 1926, Zagreb.

## Življenje
Rodila se je 22. aprila 1878 v Ljubljani očetu Janezu in materi Neži, rojeni Legat. Kmalu po hčerinem rojstvu se je družina večkrat preselila. Leta 1884 je  začela obiskovati ljudsko šolo na Blokah. Šolanje je nadaljevala v zavodu Lichtenturn v Ljubljani, končala pa ga je z dobrim uspehom leta 1893 v uršulinski šoli v Ljubljani. Decembra 1896 je dobila prvo službo pisarke v Kočevju. Leta 1897 se je preselila v Ljubljano, kjer je prepisovala različne dokumente v pisarni odvetnika Ivana Šušteršiča. Tu si je pričela dopisovati z Vladimirjem Jelovškom, hrvaškim modernističnim pesnikom in kasneje zdravnikom, ki je čez nekaj let postal njen mož. V Ljubljani se je pričelo tudi njeno literarno ustvarjanje. Leta 1899 se je preselila v Trst. Tu je pričela prijateljevati s Franom Klemenčičem in Etbinom Kristanom, poleg tega pa si je dopisovala s švicarskim pisateljem B. Marquardtom. Konec avgusta 1899 je odpotovala v Švico. Oktobra istega leta se je vpisala na univerzo v Bernu, vendar študija iz finančnih razlogov ni mogla nadaljevati. Po kratkem bivanju v začetku leta 1900 v bavarski prestolnici  Munchen, je marca leta 1900 že nastanjena Pragi, kjer je začela korespondenco z Ivanom Cankarjem. Z. Kveder  je v pismih pisala, da je bilo prvo leto v Pragi srečno. Z Jelovškom sta dobila hčer Vladošo. Avgusta 1903 sta se civilno poročila na praškem magistratu. Kmalu se je zaradi Jelovškove nezvestobe zakon znašel v krizi. Razmišljala je, da bi se razšla, saj je medtem tudi ona imela izvenzakonsko razmerje, vendar sta se odločila za nadaljevanje zakona.  Maja 1906 se je cela družina preselila v Zagreb. Čeprav sta se z Jelovškom odtujila, je še drugič zanosila. Aprila 1907 se jima je rodila hči Maša, čez 4 leta pa še hči Mira. Zakonske težave so bile vedno večje, Jelovškova izvenzakonska razmerja so se nadaljevala, zato sta se razšla. Leta 1912 se je preselila k Juraju Demetroviću. V tem obdobju je zopet več objavljala. Zaradi protivladnega delovanja so Demetrovića leta 1914 zaprli. Vojna se je kazala tudi v finančni stiski.
Februarja 1919 je v Pragi, kjer je študirala, umrla hči Vladoša, kar je Zofko Kveder zelo prizadelo. O Vladoši je začela pisati knjigo, vendar jo je kasneje zažgala.
Naslednja leta je bolehala za različnimi boleznimi, prizadel jo je tudi odnos hrvaških intelektualcev, ki so jo napadali predvsem zaradi njenega podpiranja jugoslovanske politike. Njen mož Juraj Demetrović je bil kot predstavnik Hrvaške eden izmed vodilnih politikov v tedanji vladi. Večino časa je preživel v Beogradu, zato sta se zakonca odtujila. Zofka Kveder njegove prošnje za ločitev ni mogla sprejeti, zato je še tretjič poskušala narediti samomor z uspavali. Pravočasno so jo rešili, vendar si po tem ni več opomogla.  21. novembra 1926 je Zofka Kveder umrla. Za vzrok smrti je bila v uradni izjavi navedena srčna kap, svojci pa so trdili, da je zaužila strup. Pokopali so jo 23. novembra na Mirogoju v Zagrebu.

## Delo

#### Literarno ustvarjanje
Zofka Kveder je ena izmed prvih slovenskih pisateljic (pred njo so ustvarjale Pavlina Pajk, Luiza Pesjak, Fany Hausmann, Josipina Turnograjska, Marica Nadišek Bartol) in prva pisateljica, uvrščena v nacionalno zbirko Zbrana dela slovenskih pesnikov in pisateljev. Njena prva črtica (Kapčev stric) je bila objavljena v časniku Slovenka leta 1898, ki je bila tedaj še priloga Edinosti. Kratko prozo z žensko, kmečko, mestno, izseljensko tematiko in tematiko balkanskih vojn je objavljala v Slovenskem narodu, Edinosti ter Domu in svetu in mnogih drugih časnikih. Njene prve črtice so bile po večini dobro sprejete. Anton Aškerc ji je v Ljubljanskem zvonu sporočil, da si od nje v prihodnosti obeta dobre pesmi, če bo še malo izboljšala tehniko,  a pisateljica se je raje povsem pesništvo posvetila prozi in dramatiki. Leta 1900 je v Pragi izdala zbirko črtic Misterij žene. Nekaj besedil iz te zbirke je bilo tedaj objavljenih tudi v nemškem, češkem in poljskem prevodu. Odtlej se je preživljala le s pisateljevanjem in urednikovanjem. Pisala je tudi v nemškem in hrvaškem jeziku ter sodelovala pri številnih nemških, čeških in hrvaških časnikih. V naslednjih letih je izdala tri zbirke kratke pripovedne proze: Odsevi (1902), Iz naših krajev (1903) in Iskre (1905) in Ljubezen (1901) zbirko dramskih prizorov, v katero je vključena tudi drama Pravica do življenja. Pri Slovenski matici je leta 1908 izšla drama  Amerikanci. Med letoma 1903 in 1904 je v Slovanu objavljala svoj prvi roman Nada. Leta 1914 je bil pri Slovenski matici sprejet roman Njeno življenje, ki je zaradi razpustitve te založbe izšel šele leta 1918. V Zagrebu je izdala leta 1911 zbirko novel o balkanskih vojnah Jednaest novela in roman Hanka (1917, prevod v slovenščino leta 1938), po vojni pa več dramskih besedil s politično in zgodovinsko tematiko. Pred smrtjo je izdala zbirko kratke pripovedne proze Po putevima života. Po njeni smrti je bilo izdanih več zbirk objavljenih in še neobjavljenih črtic o hčerkah. Te zgodbe so bile objavljene predvsem v reviji Domači prijatelj. Za časa pisateljičinega življenja so knjižno izšle v češčini, po njeni smrti pa tudi v slovenščini: Vladka in Mitka (1927), Vladka, Mitka in Mirica (1928), Veliki in mali ljudje.
Posvečala se je temam, ki se dotikajo ženskih življenj. Ženska je večinoma tudi glavna junakinja njenih del. V številnih besedilih se avtorica posveča motivoma nosečnosti in rojevanja (Na kliniki, Njeno življenje, Hanka, Misterij žene). Oboje je lahko predstavljeno tudi kot nekaj obremenjujočega. Tako na primer v romanu Njeno življenje porod za žensko predstavlja le trpljenje, rojstvo pa ni nobena odrešitev. Nekajkrat opozori tudi na problematiko umrljivosti pri porodu (romana Nada, Misterij žene) in smrti otrok (Njeno življenje, novela Tinka in Na kliniki). Materinske like prikazuje v vlogi žrtvujočih in predanih oseb (črtica Slikar Novak). Hkrati pa prikazuje tudi podobo hudobne matere, ki je egoistična in od sinov izsiljuje duhovniški poklic, hčere pa sili v poročanje s starimi ženini (Doma, Pravica do življenja). V svojih delih omenja tudi problematiko detomora (črtici Na kliniki in Zločin). Tem podobam pa nasproti postavlja tudi ljubeče matere (Njeno življenje). Posebno pozornost avtorica v svojih delih namenja tudi odnosu med materjo in hčerjo (Hanka, Njeno življenje, Nada). 
V romanu Hanka Zofka Kveder piše o potrebi žensk po družbenem udejstvovanju. Naslovni lik si želi biti ustvarjalna (preučuje zgodovino poljskega naroda), pomagati bolnim ljudem, starejšim ali sirotam, vendar vse to lahko uresniči šele, ko zapusti moža in dom. Veliko avtoričinih ženskih likov hrepeni po ljubezenski sreči, ki je neuresničljiva ali mogoča le za kratek čas. Zaradi vseh stisk ženski liki v pisateljičinih trpijo, v nekaterih besedilih izgubijo razum ali se odločijo za prostovoljno smrt.
Pisateljica je v svojih delih govorila tudi o odnosu žensk do lastnega telesa in do spolnosti (Misterij žene). Omenja tudi problematiko prostitucije in posilstev (Vera), zakona brez ljubezni (Misterij žene), prezgodnje poroke (Pri zdravniku, Vera, Iz mirnega kraja) in zakona iz materialne koristi (Star papir, Jaz sem bogata). Prevedla je več čeških in hrvaških dram za slovenski oder, poleg tega pa je tudi slovenske tekste prevajala v nemščino.

#### Urednikovanje
Prve izkušnje na področju časnikarstva je pridobila v administraciji dnevnika Edinost.  Deset let (1904–1914) je urejala revijo Domači prijatelj, ki je izhajala v Pragi. Tu so objavljali Ivan Cankar, Vida Jeraj, Anton Aškerc, Etbin Kristan. Domači prijatelj je kot literarno-reklamno revijo izdajal lastnik tovarne žitne kave in drugih prehrambnih izdelkov, František Vydra. Časopisa ni bilo mogoče kupiti niti se nanj naročiti, brezplačno so ga dobili samo naročniki Vydrove žitne kave. Revijo je Z. Kveder  urejala vsa leta izhajanja. Leta 1906 je urejala tudi hrvaško različico, ki so jo poimenovali Sijelo. V Zagrebu se je zaposlila v uredništvu dnevnika Agramer Tagblatt in urejala žensko prilogo Frauenzeitung, zanjo je napisala mnogo člankov in črtic. Od leta 1917 do 1920 je izdajala mesečnik Ženski svet, ki ga je leta 1918 preimenovala v Jugoslovansko ženo. Leta 1921 je izdala in uredila Almanah jugoslovanskih žena.

#### Žensko vprašanje
Prve članke na temo položaja žensk v družbi je pričela objavljati v reviji Slovenka (časnik), kasneje pa še v Slovenskem narodu, Edinosti in v Jugoslovanski ženi. Tu je pogosto objavljala članke (Za naše žene, ki se same skrbe za eksistenco, Naš hiperidealizem, Kaj hočemo, Žena v družini in družbi, O današnji ženi ...) s tematiko o pravicah ženske do dela, volitev in izobrazbe. Zavzemala se je za emancipirano žensko, ustvarjalko in izobraženko. Poudarjala je, da emancipirane ženske niso sovražnice moških in naj se jih ti ne bojijo. Želela je dokazati, da je emancipirana ženska lahko tudi soproga in mati. Tudi v leposlovnih delih prikazuje ovire (npr. nezaželena nosečnost, dojenje, neplodnost), ki ženskam preprečujejo pot do neodvisnosti. O emancipaciji ni le pisala, tudi živela je tako. Kljub poroki dolgo ni želela živeti pri Jelovšku, poleg tega niti od Jelovška niti od Demetrovića nikdar ni želela prejemati denarja.

#### Pripovedna proza
- Zbrano delo Zofke Kveder Zv. 1-5.  (COBISS)
- Misterij žene (1900)− zbirka črtic (COBISS)
- Odsevi (1902)− novele (COBISS)
- Iz naših krajev (1903)− novele (COBISS)
- Iskre (1905)− črtice (COBISS)
- Njeno življenje (1914 in 1918)− roman (COBISS)
- Vladka in Mitka (1927) (COBISS)
- Vladka, Mitka in Mirica (1928) (COBISS)
- Hanka (1938)− roman (COBISS)
- Veliki in mali ljudje (1960) (COBISS)
- Odsevi (1970) (COBISS)

#### Dramska dela
- Zbrano delo Zofke Kveder Zvezek 5.  (COBISS)
- Ljubezen, (1901) (COBISS)
- Amerikanci, (1908) (COBISS)
- Arditi na otoku Krku, (1922)